# Autobahn Liuyuan–Golmud
Die Autobahn Liuyuan–Golmud oder Liuge-Autobahn (chinesisch 柳格高速公路, Pinyin Liǔgē gāosù gōnglù, englisch Liuge Expressway), chin. Abk. G3011, ist eine geplante regionale Autobahn in den Provinzen Gansu und Qinghai im Westen Chinas. Die 650 km lange Autobahn zweigt bei Liuyuan im Kreis Guazhou von der Autobahn G30 ab und führt in südlicher Richtung über Dunhuang bis nach Golmud, wo sie in die G6 münden soll.